# Południowo-zachodnia Somalia
Południowo-zachodnia Somalia (Maay-Maay: Koofur-Orsi) – ogólne określenie terytorium w południowo-zachodnim regionie Somalii, pozostającego w latach 2002–2006 poza kontrolą rządu.
1 kwietnia 2002 somalijski dowódca Hassan Muhammad Nur "Shatigadud" odrzucił władzę rządu w Mogadiszu i przejął władzę w kontrolowanym przez siebie regionie kraju. We wrześniu 2003 do Shatigaduda dołączyli dwaj inni oficerowie – Sheikh Aden Madobe i Mohamed Ibrahim Habsade. 
10 lutego 2006 na mocy porozumienia region wrócił pod władzę rządu somalijskiego.